# Saulces-Champenoises
Saulces-Champenoises település Franciaországban, Ardennes megyében. Lakosainak száma 221 fő (2022. január 1.). Saulces-Champenoises Givry, Ménil-Annelles, Mont-Laurent, Pauvres és Vaux-Champagne községekkel határos.

## Népesség
A település népessége az elmúlt években az alábbi módon változott:
| Lakosok száma | 255  | 238  | 230  | 182  | 218  | 232  | 243  | 231  | 225  | 221  |
|               | 1968 | 1982 | 1990 | 2006 | 2013 | 2015 | 2017 | 2019 | 2020 | 2022 |